# Myszarka alpejska
Myszarka alpejska (Apodemus alpicola) – gatunek gryzonia z rodziny myszowatych (Muridae), występujący endemicznie w Alpach w środkowo-zachodniej Europie. 

## Systematyka
Takson po raz pierwszy opisany naukowo w 1952 roku przez G.H. Heinricha, pierwotnie jako górski podgatunek myszarki leśnej (A. flavicollis alpinus). Jako miejsce typowe autor wskazał Allgäu w południowych Niemczech. Badania genetyczne wsparły tezę, że jest to odrębny gatunek, sympatryczny wobec myszarki leśnej i zaroślowej (A. sylvaticus) i siostrzany wobec myszarki zielnej (A. uralensis).

## Nazewnictwo
Nazwa rodzajowa pochodzi od greckiego słowa άπόδημος apodemos – „daleko od domu, za granicą”. Epitet gatunkowy odnosi się do gór (alpes, alpis), przyrostek -cola oznacza „mieszkańca”.

## Biologia
Myszarka alpejska żyje w krajach alpejskich: Austrii, Szwajcarii, południowych Niemczech, północnych Włoszech i w południowo-wschodniej Francji. Zamieszkuje przeważnie górskie lasy na wysokościach 500–2100 m n.p.m., preferuje obszary, na których występują odsłonięte skały i kępy traw.

## Populacja
Myszarka alpejska występuje na dość dużym obszarze, choć trend rozwoju populacji nie jest znany, to nie są znane zagrożenia dla gatunku. Występuje w obszarach chronionych. Jest uznawana za gatunek najmniejszej troski.